# Meketaton
Meketaton (mꜥkt itn, "protegida per Aton"), segona filla del matrimoni format pel faraó de la dinastia XVIII egípcia Amenofis IV (després denominat Akhenaton) i la seua gran esposa reial, la reina Nefertiti. Tenia una germana major, anomenada Meritaton, i quatre germanes menors, anomenades Anjesenamon, Neferneferuaton Tasherit, Neferneferure i Setepenre, a més del seu mig germà Tutankamon.
La princesa reial Meketaton nasqué a Tebes en el tercer o quart any del regnat de son pare, aproximadament, i apareix en moltes ocasions en escenes familiars jugant amb els seus pares o amb la seua germana major Meritaton.
Meketaton va morir l'any 14é del regnat de son pare (quan tindria, a tot estirar, 11 o 12 anys).